# Murrawah Johnson
Murrawah Maroochy Johnson (née en 1995) est une militante environnementale aborigène australienne. Elle a remporté un prix Goldman pour l'environnement en 2024,,,,.

## Biographie
Elle est membre du peuple Birri Gubba, originaire de l'état de Queensland. En 2020, avec l'association qu'elle a cofondé, Youth Verdict, qui rassemble de jeunes activistes militant pour les droits des Premières Nations, elle poursuit en justice le projet de mine de charbon de Waratah, industrie minière australienne. Ce projet visait à l'extraction de près de 40 millions de tonnes de charbon dans le Bassin de Galilée sur 25 ans. Cela aurait été à l'origine de l'émission de 1,58 milliard de tonnes de CO2 dans l'atmosphère,,.
La lutte contre l'établissement du projet minier à permis de protéger le Refuge Naturel de Bimblebox, une aire naturelle de 8000 hectares, où quelque 176 espèces d'oiseaux séjournent.
L'originalité de la défense contre le projet minier a été de présenter, au-delà des risques environnementaux, les menaces que cela aurait fait porter sur les aborigènes. Pour cela, une enquête a montré que les populations locales subissaient déjà les impacts du changement climatique.
En 2023, la cour du Queensland a statué l'arrêt du projet minier de Waratah, en raison de l'impact environnemental et des menaces sur les droits humains.
En 2024, pour ce combat, Johnson a obtenu le prix Goldman pour l'environnement.